# Patisirana
 Patisirana (nome comercial - Onpattro) é um medicamento utilizado para o tratamento de amiloidose hereditária mediada por transtirretina em adultos com polineuropatia.